# Zuurstofisotopenanalyse
Zuurstofisotopenanalyse is een veelgebruikte onderzoeksmethode in de aardwetenschappen waarbij de verhouding tussen de stabiele zuurstofisotopen 16O en 18O in sediment wordt bepaald. Dit resulteert in de zogenoemde deltawaarde: δ18O. Deze waarde is afhankelijk van de temperatuur en samenstelling van het oceaanwater. Door deze eigenschappen kan de δ18O-waarde als proxy dienen bij reconstructies van temperatuur en ijsvolume uit het geologische verleden. De zogeheten Marine Isotope Stages zijn gebaseerd op zuurstofisotopenanalyses.

## Theorie

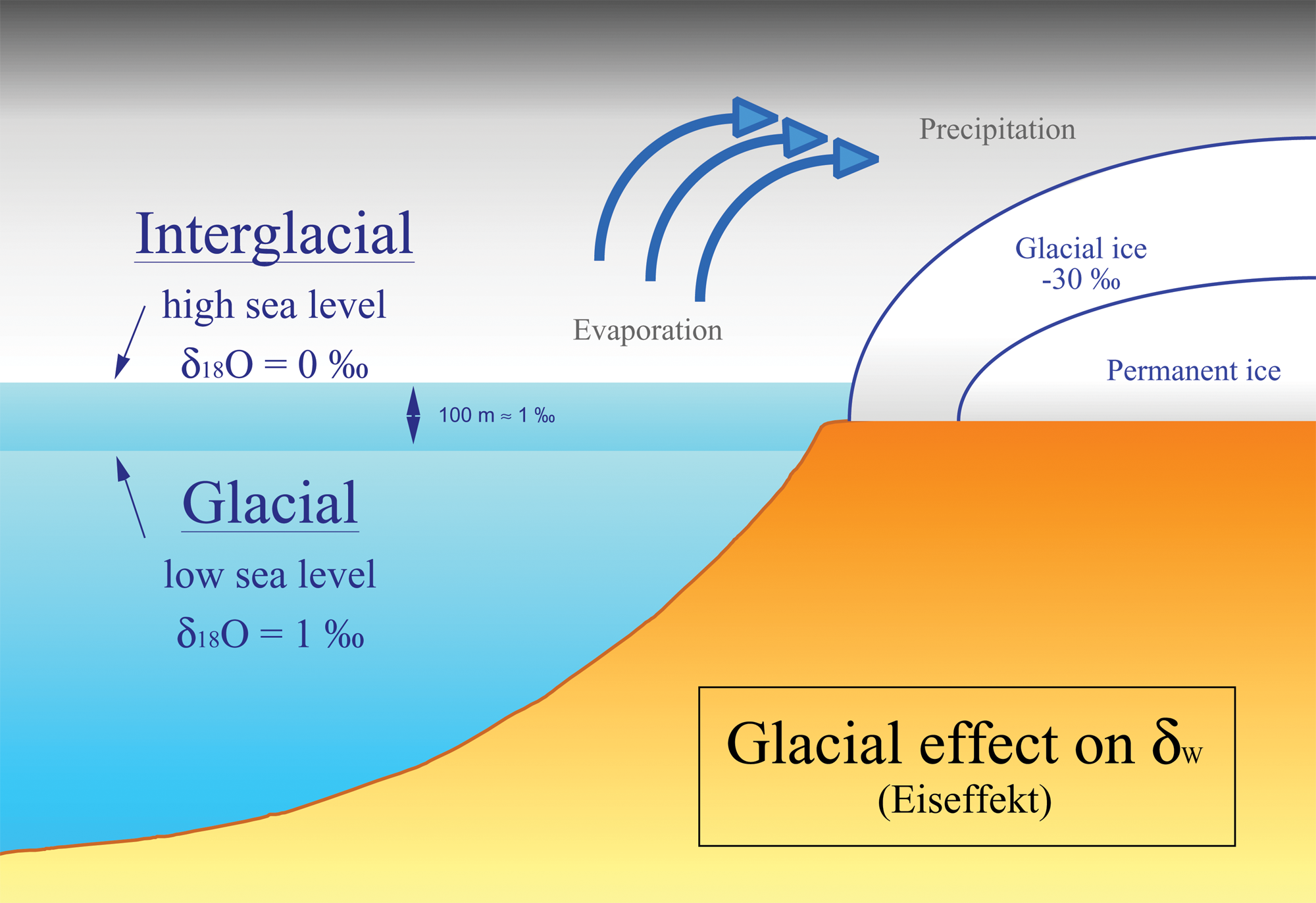
Verschil tussen δ^{18}O van zeewater (δ_{w}) in een glaciaal en een interglaciaal.

Zuurstof komt in drie verschillende isotopen voor: 16O, 17O en 18O. De verhouding waarin zij in lucht voorkomen is zeer ongelijk: 16O is het algemeenst met 99,759%, de beide andere zijn met 0,0374% (17O) en 0,2039% (18O) aanwezig. Zuurstof is, met alle drie de isotopen, in gebonden vorm aanwezig in al het water op Aarde. Door de uitwisseling van water(damp) tussen de atmosfeer en de oceaan is de verhouding tussen de isotopen van zuurstof in het water een weerspiegeling van die uit de atmosfeer. De aanwezigheid van verschillende isotopen van zuurstof in water heeft invloed op de verdamping. Door het verschillend gewicht van deze isotopen vindt bij verdamping differentiatie plaats. Het lichte zuurstofisotoop 16O zal eerder in verdamping gaan dan het 12% zwaardere 18O met als gevolg dat het zeewater iets wordt aangerijkt met dit zware isotoop en de atmosfeer met het lichtere 16O. Tijdens warme perioden regent water met het lichte zuurstofisotoop uit waardoor dit ten slotte weer in de oceaan terechtkomt en op deze wijze het evenwicht herstelt. Tijdens koude perioden bestaat neerslag echter meer uit sneeuw. Als de sneeuw op het land valt blijft deze op hogere breedten liggen waardoor uiteindelijk landijskappen ontstaan. De waterkringloop wordt daardoor voor lange tijd gedeeltelijk onderbroken wat tot gevolg heeft dat het lichte zuurstofisotoop 16O gedurende deze periode aan de oceaan wordt onttrokken. Tijdens koude perioden bevat het oceaanwater dus relatief meer water met het zware zuurstofisotoop 18O dan tijdens warme perioden.

## Methode en materiaal

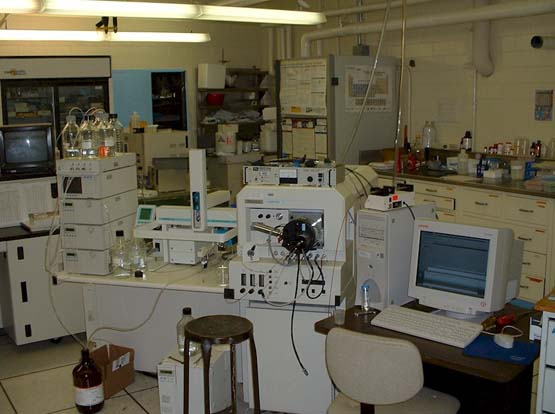
Massaspectrometer-opstelling

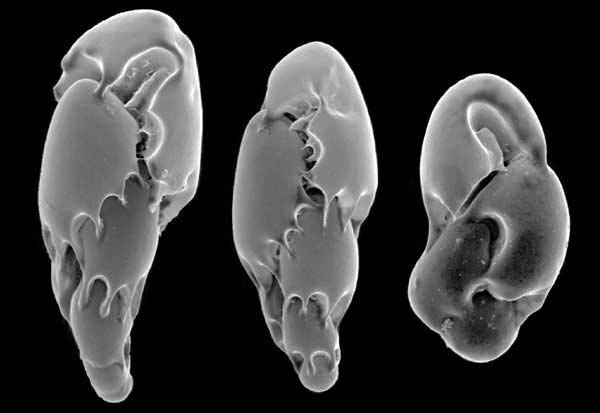
Benthische foraminiferen (sterk vergrote elektronenmicroscoopopname)

De verhouding (en de verandering daarin) van de zuurstofisotopen in het zeewater wordt vastgelegd in de kalk  (calciumcarbonaat) waaruit veel zee-organismen hun skelet opbouwen. De isotopensamenstelling van de regen wordt onder meer vastgelegd in ijskappen en druipsteenformaties in grotten (zogeheten speleothems).
De isotopenverhouding van een bepaald monster wordt gemeten met een massaspectrometer, deze kan nauwkeurig, betrouwbaar en snel de δ18O-waarde vaststellen. Moderne massaspectrometers kunnen zelfs van een enkel microfossiel, ten groote van een speldenknop, de δ18O-waarde meten.
Materiaal om zuurstofisotopenanalyse op uit te voeren kan worden verkregen uit diepzeekernen, ijskernen en speleothems. 
- In diepzeekernen wordt met name de δ18O van het kalkskelet van foraminiferen gemeten. Hierbij wordt onderscheid gemaakt tussen benthische foraminiferen die op de zeebodem leven en planktonische foraminiferen die in de bovenste lagen van de oceaan zweven, maar waarvan het kalkskelet uiteindelijk ook op de zeebodem terechtkomt. De δ18O  van benthische foraminiferen weerspiegelt met name veranderingen in globaal ijsvolume, aangezien zeetemperaturen zelfs over lange periodes in de diepzee vrij constant zijn. Bij de oppervlakte van een oceaan zijn klimaatveranderingen wel degelijk merkbaar, vandaar dat planktonische foraminiferen gebruikt worden om de zee-oppervlakte temperatuur te reconstrueren.
- In ijskernen wordt de δ18O-waarde van het ijs gemeten. Aangezien de isotopensamenstelling van de sneeuw die op een ijskap valt een direct gevolg is van de temperatuur, kunnen klimaatveranderingen gereconstrueerd worden aan de hand van deze data. Met name kortetermijnveranderingen zoals Dansgaard-Oeschger-cycli zijn vaak zeer goed terug te vinden in ijskernen.
- Van speleothems wordt de δ18O-waarde gemeten van de laagjes kalk waar ze uit zijn opgebouwd, deze waarden weerspiegelen de regionale temperatuur rond de onderzochte locatie. Doordat in de grotten waar deze speleothems te vinden zijn nauwelijks sprake is van seizoensgebonden temperatuurschommelingen, is de data buitengewoon bruikbaar om klimaatveranderingen over langere periodes te volgen.

## Toepassing
Zuurstofisotopenanalyse kent een brede toepasbaarheid binnen de aardwetenschappen. Zo zijn de δ18O-waardes van benthische foraminiferen over een periode van 5 miljoen jaar verwerkt tot Marine Isotope Stages. Dit is een chronostratigrafie die glaciale/interglaciale cycli weerspiegelt. Op basis van deze gegevens is het verband tussen klimaatverandering in het Pleistoceen en de astronomische Milanković-parameters aangetoond. Verder is door studie van δ18O-waardes in ijs en speleothems veel te weten gekomen over de precieze temperatuur veranderingen gedurende de meest recente glaciaties.